# Айдзумисато

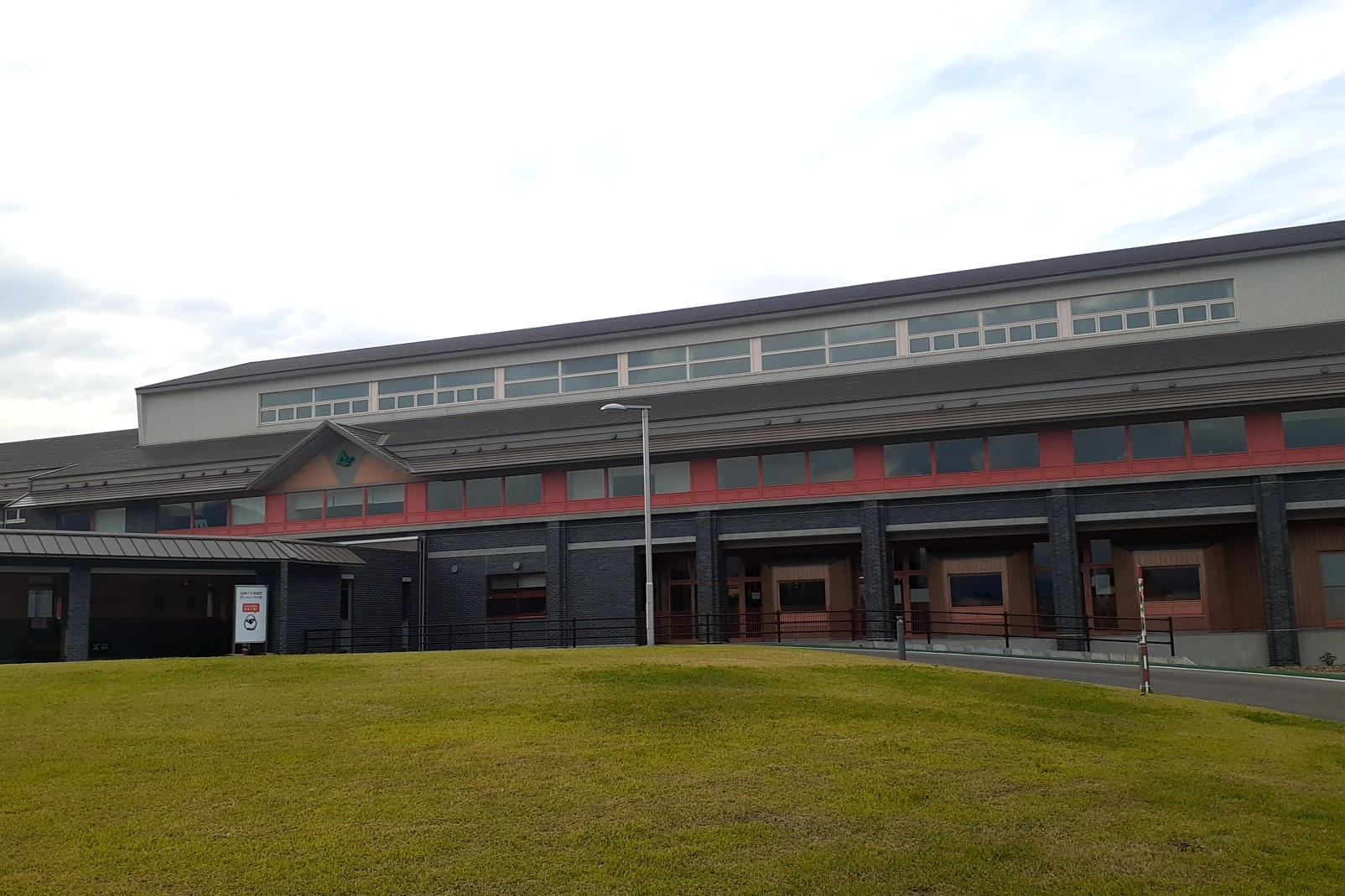
Мэрия посёлка Айдзумисато

Айдзумисато (яп. 会津美里町 Айдзумисато-мати) — посёлок в Японии, находящийся в уезде Онума префектуры Фукусима. Площадь посёлка составляет 276,37 км², население — 21 196 человек (1 августа 2014), плотность населения — 76,69 чел./км².

## Географическое положение
Посёлок расположен на острове Хонсю в префектуре Фукусима региона Тохоку. С ним граничат город Айдзувакамацу, посёлки Айдзубанге, Янайдзу, Симого и село Сёва.

## Население
Население посёлка составляет 21 196 человек (1 августа 2014), а плотность — 76,69 чел./км². Изменение численности населения с 1980 по 2005 годы:
| 1980 | 27 945 чел. |  |
| 1985 | 27 705 чел. |  |
| 1990 | 27 211 чел. |  |
| 1995 | 27 039 чел. |  |
| 2000 | 26 172 чел. |  |
| 2005 | 24 741 чел. |  |

## Символика
Деревом посёлка считается софора японская, цветком — Iris sanguinea, птицей — трясогузка.